# 真田信綱
真田信綱（さなだのぶつな，天文6年（1537）－天正3年（1575））日本戰國時代武將。武田氏家臣。真田氏一族。父真田幸隆。弟真田昌輝、真田昌幸、真田信尹、金井高勝。官位：左衛門尉。幼名源太。子真田信興、真田信光。

## 生平
信綱活躍自〈甲陽軍鑑〉記載是從參與永祿4年（1561）第四次川中島之戰和父親幸隆擔任妻女山奇襲隊開始。之後是永祿6年（1563）的岩櫃城攻略和永祿11年（1568）與弟弟昌輝擔任先鋒的駿河國侵略及永祿12年（1569）和內藤昌豐擔任殿軍的三增峠之戰大破北條軍。信綱因三增峠之戰有功而擔任箕輪城城代及獲得和武田家的譜代家臣一樣的待遇。此後每次出戰必定擔任先鋒進擊。武田信玄死後繼續協助繼承家督的武田勝賴。
天正2年（1574）幸隆病重死去，信綱繼承家督。天正3年（1575）長篠之戰中，他和弟弟昌輝一同遭織田信長和德川家康的三千挺火槍隊齊射射殺，得年僅39。信綱和昌輝去世後家督由三弟真田昌幸繼承。

## 親屬
- 長子：真田信興
- 次子：真田信光

。
1. ↑  柴辻俊六『真田昌幸』（1996年、吉川弘文館）